# Rui Barreto
Rui Miguel da Silva Barreto (São Pedro, Funchal, 16 de setembro de 1976) é um gestor e político português, militante do CDS - Partido Popular. De momento, exerce as funções de secretário regional da Economia no atual governo regional da Madeira.

## Biografia
É licenciado em Gestão de Empresas pelo Instituto Superior de Línguas e Administração.
Foi presidente do Congresso Regional da Juventude Popular entre 2004 e 2007. Vereador na Câmara Municipal do Funchal nos períodos: 2010-2012 e 2017-2018. Presidente da Assembleia Municipal de Santana entre 2013 e 2017, deputado à Assembleia da República entre 2012 e 2015 e à Assembleia Legislativa da Madeira nos períodos de 2011-2012 e 2015-2019.  Vice-presidente da Comissão Parlamentar, Assuntos Europeus, 2014-2015.  Líder Parlamentar entre 2016 a 2019.  Membro da direção nacional do CDS - Partido Popular, desde 2016, Presidente do CDS Madeira desde 2018 e Vice-presidente CDS Nacional desde 2023.  Presidente do Concelho Consultivo de Economia desde 2020 e  Presidente da direcção da Associação Invest Madeira desde 2023.
Publicou artigos de opinião no Diário de Notícias e no Observador.
Atualmente, é secretário regional da Economia, no governo regional de coligação entre o Partido Social Democrata e o CDS - Partido Popular.
Rui Barreto pediu ajuda a César do Paço, agora ligado do Chega, por dificuldades em financiar a campanha de 2019, mas não declarou o empréstimo ao Tribunal Constitucional. Na campanha eleitoral de 2019, em agosto, Rui Barreto aceitou um empréstimo do empresário César do Paço, uma personalidade que tinha acabado de conhecer. Os 29.880 euros eram para o partido, mas foi transferido para a conta pessoal de Barreto e de outras cinco pessoas muito próximas. César do Paço pediu o dinheiro de volta praticamente um ano depois, em julho de 2020. Mas Barreto não o devolveu. A data de devolução do valor emprestado aconteceu depois de a SIC ter perguntado a Rui Barreto, no âmbito do projeto Extremos, porque aceitara um empréstimo de César do Paço. O líder centrista madeirense, Rui Barreto, disse ter colocado à disposição o cargo de secretário da Economia, no governo PSD/CDS-PP, na sequência de suspeitas sobre o financiamento do partido, mas o chefe do executivo manteve a "confiança política". O Presidente do CDS-PP, Francisco Rodrigues dos Santos também mostrou confiança no líder madeirense dado que não foi registado nenhum empréstimo ao partido.